# 石光見
石光見，是臺灣屏東縣佳冬鄉的一個傳統地域名稱，位於該鄉東部。相較於今日行政區，其範圍大致包括石光村南半部、昌隆村西南部較小凸出部分的東南部邊界地帶、玉光村不含西北半葉的西南部凸出部分及東南半葉的南部、萬建村不含東南部、佳冬村西北部凸出部分的東北側至東側邊界地帶。
本地區境內主要聚落為石光見、半見、上埔頭，設有佳冬國中、玉光國小。

## 歷史
台灣日治初期，石光見地區為一街庄，稱為「石光見庄」（舊制街庄），隸屬於港東中里。該庄昔日北與武丁潭庄、昌隆庄為鄰，東與大響營庄為鄰，南邊及西邊南至中段為茄苳腳庄，西邊北段為羗園庄。
1901年（日治明治三十四年）11月11日，全台廢縣廳改設二十廳，該庄隸屬於阿猴廳。1904年（明治三十七年）4月15日，該庄編入「茄苳腳區」，隸屬於阿猴廳。1905年（明治三十八年）4月1日，阿猴廳改稱「阿緱廳」。1909年（明治四十二年）10月25日，全台合併二十廳為十二廳，茄苳腳區仍隸屬於阿緱廳。1920年（大正九年）10月1日，全台地方制度大改正，廢十二廳改設五州二廳，該庄改制為「石光見」大字，隸屬於高雄州東港郡佳冬庄（新制街庄）。
戰後佳冬庄改制為佳冬鄉，隸屬於高雄縣，大字亦改制為村。1950年（民國39年）10月1日，高、屏分治，佳冬鄉改隸屬於屏東縣。
相較於今日行政區，本地區的範圍大致包括石光村南半部、昌隆村西南部較小凸出部分的東南部邊界地帶、玉光村不含西北半葉的西南部凸出部分及東南半葉的南部、萬建村不含東南部、佳冬村西北部凸出部分的東北側至東側邊界地帶。

## 聚落
本地區發展較早的聚落為石光見、半見、上埔頭，在日治初期的官方地圖上已有記載。

## 交通
省道台1線又稱「縱貫公路」，是臺北至楓港的傳統平面幹道，經過本地區東北端。由該道路北行可前往新埤鄉/南州鄉交界地帶、潮州鎮、萬巒鄉西南端、竹田鄉等地；南行可前往枋寮鄉、枋山鄉，並止於楓港地區的省道台26線路口。
鄉道屏131線是大武丁至下埔頭的道路，經過本地區的東部及西南端暨石光見、半見等聚落。該道路在本地區的部分路段與鄉道屏134線共線。
鄉道屏134線是塭仔至隘寮的道路，經過本地區的西南端及東南端暨半見聚落。該道路在本地區的部分路段與鄉道屏131線共線。

## 學校
- 佳冬國中
- 玉光國小